# 翁壽祥
翁壽祥（國頭親方盛順，1511年—1580年）是第二尚氏王朝尚元王、尚永王時期的三司官。童名思武太，號瑞峯。翁氏永山家一世。
1554年（嘉靖三十三年）領勝連間切惣地頭，並石奉行御鎖之側，後敘紫冠。尚元王即位後任三司官一職。1568年（隆慶二年），翁壽祥以王舅的身份，與正議大夫梁炫出使明朝，進獻方物，並慶賀明穆宗登基。1570年歸國復命。萬曆八年（1580年）庚辰四月一日卒。

## 家族
- 父母（不詳）
- 室：馬氏眞加戸（浦添親方馬良詮之女）

- 子女：
  - 長女：眞加戸（號月江。生日不傳，嫁麻氏與儀親雲上盛春。萬曆十八年（1590年）庚寅正月二日死）
  - 次女：思乙（號瑞運。生日不傳，嫁毛氏豐見城親方盛章。萬曆三十七年（1609年）己酉五月二十三日卒）
  - 長子：翁寄松（城間親方盛久。翁氏永山家二世）
  - 次子：藍玉長老（童名眞三良。生日不傳，隨春蘆長老出家。崇禎三年（1630年）庚午二月十四日卒）
  - 三女：思乙（號花窓。生日不傳，嫁洪氏西原筑登之親雲上彌英。泰昌元年（1620年）庚申十月二十七日死）

翁壽祥的後代翁氏永山家，及其分家玉城、伊舍堂、仲井真等家，輩出三司官6人。時人將他們與向氏、馬氏、毛氏池城家、和毛氏豐見城家四家併稱為「五大姓」、「五大名門」。